# Liparochrus laevis
Liparochrus laevis är en skalbaggsart som beskrevs av Renaud Maurice Adrien Paulian 1980. Liparochrus laevis ingår i släktet Liparochrus och familjen Hybosoridae. Inga underarter finns listade i Catalogue of Life.